# علی‌آباد (مراغه)
علی‌آباد یکی از روستاهای استان آذربایجان شرقی است که در دهستان سراجوی شمالی بخش مرکزی شهرستان مراغه واقع شده‌است.